# 佐藤巧 (工学者)
佐藤 巧（さとう たくみ、大正11年（1922年）9月20日 - 平成30年（2018年）3月9日）は、日本の工学者、建築学者。東北大学名誉教授。

## 人物
飯田須賀斯に師事する。専門は古建築学で、日本住宅および集落史、東北地方を中心とした中近世の古民家、社寺、城郭建築などの調査、保存研究で知られる。戦災で焼失した伊達政宗の霊廟瑞鳳殿の再建、仙台城復元計画なども業績の一部である。宮城県、山形県、岩手県、仙台市それぞれの文化財保護審議委員を長く務めた。

## 来歴
- 大正11年（1922年） 山梨県甲府市（旧甲運村川田）生まれ
- 昭和19年（1944年） 第一早稲田高等学院 理科 卒業
- 昭和22年（1947年） 早稲田大学 理工学部建築学科 卒業
- 昭和24年（1949年） 同大院 建築学専攻 中退、同大 第二理工学部 助手
- 昭和26年（1951年） 東北大学 工学部建築工学科 助手
- 昭和37年（1962年） 工学博士（東北大学）論文の題は「近世武士住宅の形式に関する研究」[2]。
- 昭和40年（1965年） 建築学科 助教授
- 昭和41年（1966年） 同 教授
- 昭和61年（1986年） 定年退官、同大 名誉教授
- 昭和61年（1986年） 東北工業大学 工業意匠学科 教授
- 平成2年（1990年） 同大 客員教授
- 平成5年（1993年） 退職、以降は佐藤巧古建築研究会を主宰

## 受賞歴
- 昭和56年（1981年） 日本建築学会賞（論文）『近世武士住宅に関する研究』
- 昭和63年（1988年） 仙台市政功労賞
- 平成7年（1995年） 日本建築学会東北建築賞（業績）
- 平成11年（1999年） 勲三等旭日中綬章